# أرسكين هوكينز
أرسكين هوكينز (بالإنجليزية: Erskine Hawkins) هو بواق وكاتب أغاني وملحن أمريكي، ولد في 26 يوليو 1914 في برمنغهام في الولايات المتحدة، وتوفي في 11 نوفمبر 1993 في نيويورك في الولايات المتحدة.

## وصلات خارجية
- أرسكين هوكينز على موقع IMDb (الإنجليزية)
- أرسكين هوكينز على موقع ميوزك برينز (الإنجليزية)
- أرسكين هوكينز على موقع أول ميوزيك (الإنجليزية)
- أرسكين هوكينز على موقع ديسكوغز (الإنجليزية)
- أرسكين هوكينز على موقع قاعدة بيانات الفيلم (الإنجليزية)